# 3337 Miloš
3337 Miloš este un asteroid din centura principală, descoperit pe 26 octombrie 1971, de Luboš Kohoutek.